# Стьюарт (округ, Джорджия)
Стью́арт (англ. Stewart County) — округ штата Джорджия, США. Население округа на 2000 год составляло 5252 человек. Административный центр округа — город Лампкин.

## История
Округ Стьюарт основан в 1830 году, назван в честь Дэниэла Стюарта, бригадного генерала джорджианского ополчения, служившего во время Войны за независимость США и Войны 1812 года.

## География
Округ занимает площадь 1188,8 км2.

## Демография
Согласно Бюро переписи населения США, в округе Стьюарт в 2000 году проживало 5252 человек. Плотность населения составляла 4,4 человек на квадратный километр.